# Zamarada deceptrix
Zamarada deceptrix là một loài bướm đêm trong họ Geometridae.